# Ignacije Strukić
Ignacije Strukić (Kreševo, 31. srpnja 1860. – 29. rujna 1906.), hrvatski je pisac iz BiH.
Osnovnu školu i gimnaziju završio je u Kreševu, teologiju u Ostrogonu. Priloge poučnog sadržaja objavljivao u mnogim glasilima. 
Djela: Franjevački glasnik (1894. – 1896.), Put k savršenosti kršćanskoj (1895.), Povjestničke crtice Kreševa i franjevačkog samostana (1899.), Serafinska Palestina (putopis, 1899.), Katolička crkva u Bosni (1902.), Učenik Isusov (1904.). 